# فيتاليوم

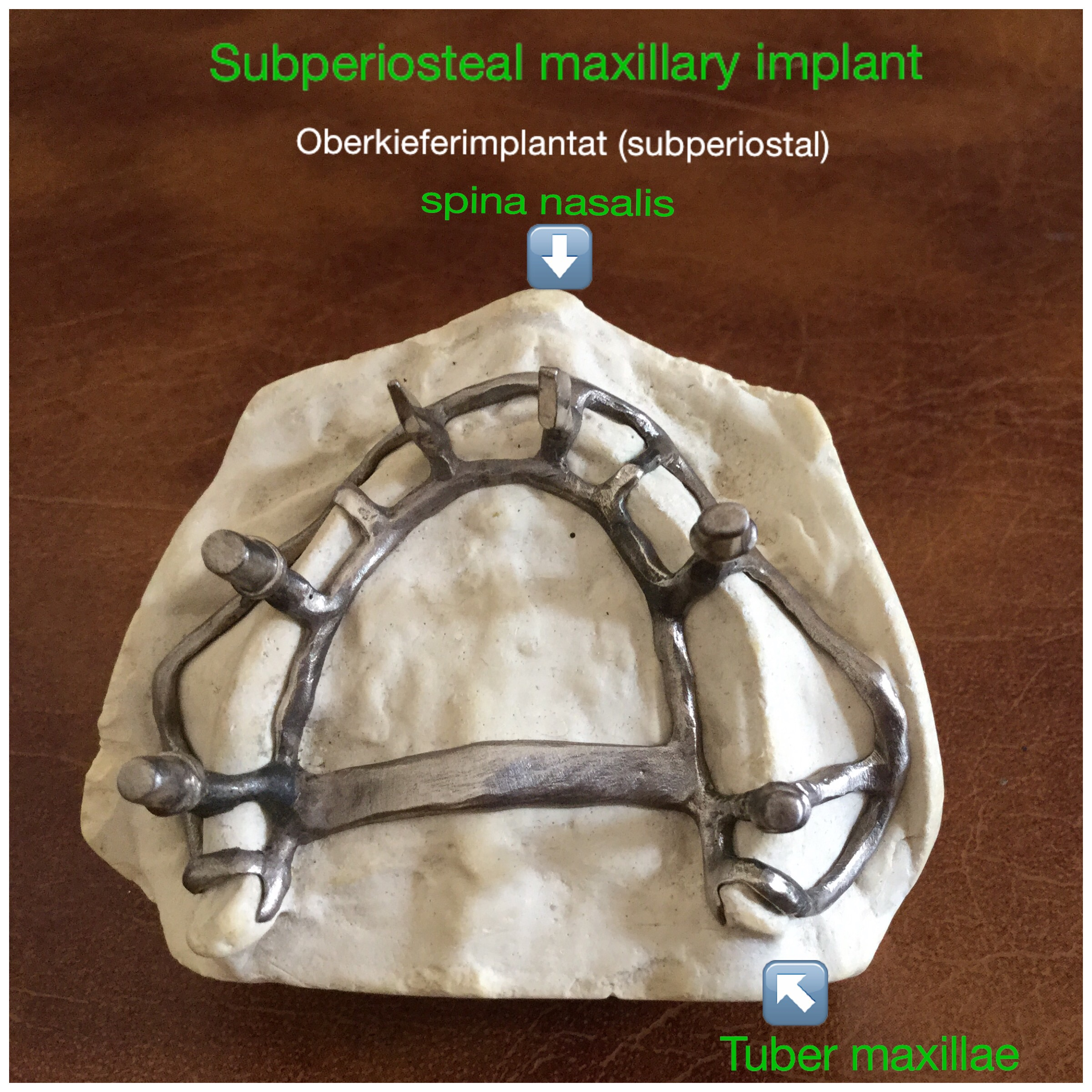
تستخدم سبيكة فيتاليوم في مجال [[زراعة العظام
|زراعة الأسنان]].

فيتاليوم Vitallium هي سبيكة تتألف نمطياً من 65% كوبالت و30% كروم و5% موليبدنوم، بالإضافة إلى إمكانية احتوائها على نسب ضئيلة من عناصر أخرى.
تستخدم سبيكة فيتاليوم بشكل أساسي في مجال جراحة العظام في صناعة المفاصل الاصطناعية.